# 5096 Luzin
5096 Luzin eller 1983 RC5 är en asteroid i huvudbältet som upptäcktes den 5 september 1983 av den sovjetisk-ryska astronomen Ljudmila Zjuravljova vid Krims astrofysiska observatorium på Krim. Den är uppkallad efter den sovjetisk-ryske matematikern Nikolaj Luzin (1883–1950).
Asteroiden har en diameter på ungefär sex kilometer.